# 오리안시
오리안시(Orianthi, 1985년 2월 22일~)는 오스트레일리아의 가수이자 기타리스트이다.